# Oligochaeta tomentosa
Oligochaeta tomentosa là một loài thực vật có hoa trong họ Cúc. Loài này được Czerep. mô tả khoa học đầu tiên năm 1959.